# Hermann von Hermannsdorff

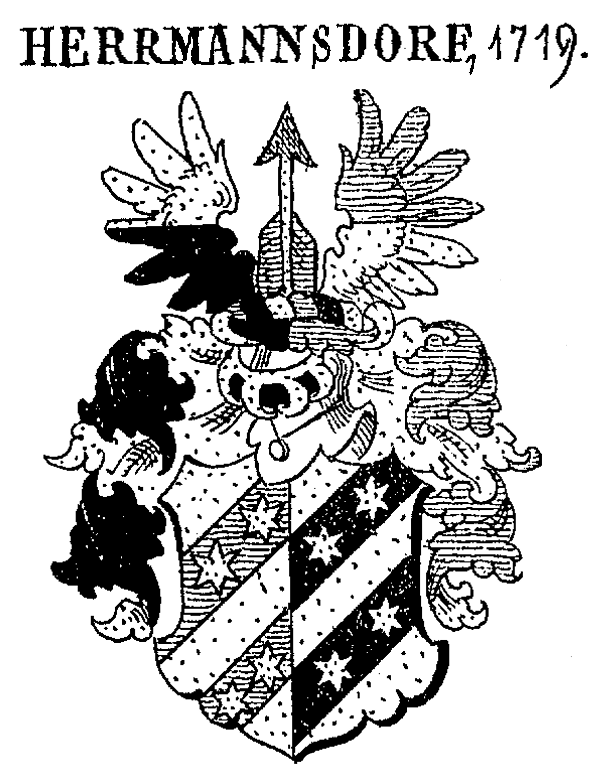
Wappen der Hermann von Hermannsdorff (1719) in Siebmachers Wappenbuch

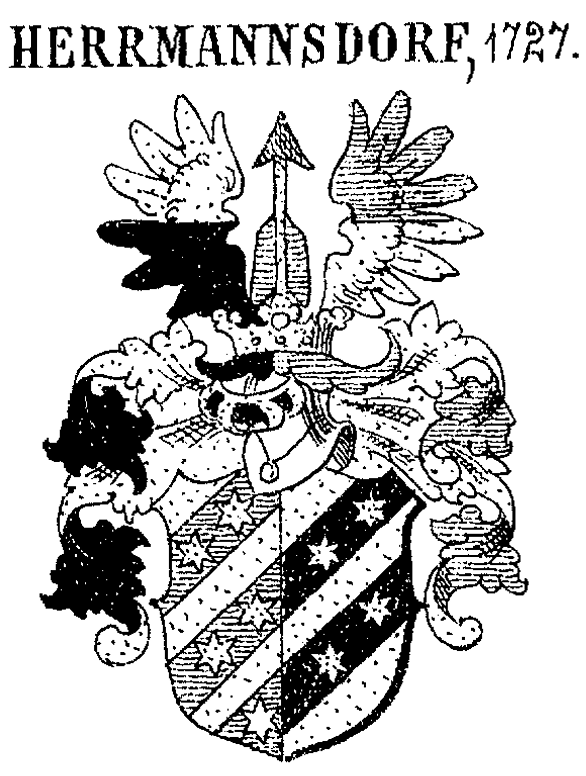
Wappen der Hermann von Hermannsdorff (1727) in Siebmachers Wappenbuch

Hermann von Hermannsdorff, bürgerlich Hermann, ist der Name eines in der Hauptlinie erloschenen schlesisch-böhmischen Briefadelsgeschlechts.
Die Familie ist zu unterscheiden von den gleichnamigen böhmisch-österreichischen Hermann von Hermannsdorf. Eine Stammesverwandtschaft dieser Familien ist nicht belegt.

## Geschichte
Das Geschlechts wurde am 7. Oktober 1719 mit Johann Michael Hermann, Advokat zu Neisse, und dessen Vetter Elias Hermann, kaiserlich-königlicher Kornett, mit dem Prädikat „von Hermannsdorff“ in den böhmischen Adelsstand erhoben. Letzterer wurde am 8. Dezember 1727 auch in den böhmischen Ritterstand erhoben. Nach Johann Sinapius war die Familie in Breslau begütert.

## Wappen
Blasonierung des Wappens von 1719: Gespalten; vorne in Gold zwei blaue Schräglinksbalken, je belegt mit zwei goldenen Sternen; hinten ebenfalls in Gold zwei schwarze Schräglinksbalken, ebenfalls mit je zwei goldenen Sternen belegt. Auf dem schwarz-gold-blau bewulsteten Helm mit rechts schwarz-goldenen und links blau-goldenen Helmdecken ein steigender goldener Pfeil zwischen einem offenen Flug, der rechts Flügel von Gold über Schwarz geteilt, der linke von Blau über Gold.
Blasonierung des Wappens von 1727: Gespalten; vorne von Gold und Blau schräglinks in sechs Plätze geteilt und die beiden oberen blauen Plätze mit je zwei, der unterste aber mit einem goldenen Stern belegt; der hintere Teil des Schildes wie im Wappen von 1719. Kleinod und Decken wie 1719, nur der Helm ist gekrönt.
Leopold von Ledebur und Ernst Heinrich Kneschke geben ein falsches Wappen (Balken begleitet von 3 (2:1) Löwenköpfen) an.